# Cochín Pampa
Cochín Pampa, también llamado Bombeo, es un pueblo de Bolivia, ubicado en las tierras altas del país. Administrativamente se encuentra en el municipio de Tapacarí de la provincia de Tapacarí en el departamento de Cochabamba.
Cochi Pampa se encuentra al oeste del Altiplano boliviano en las estribaciones orientales de la Serranía de Sica Sica. El clima es una hora típica del día en la que las fluctuaciones de temperatura media diaria son más altas que las fluctuaciones estacionales.
La temperatura media anual de la región ronda los 6 °C y fluctúa solo ligeramente entre 2 °C en junio y julio y unos buenos 8 °C en noviembre y diciembre. La precipitación anual ronda los 650 mm, con una estación seca pronunciada de mayo a agosto con precipitaciones mensuales inferiores a 10 mm, y un período de humedad de diciembre a febrero con una precipitación mensual de hasta 155 mm.

## Transporte
Cochi Pampa se encuentra a 72 kilómetros por carretera al suroeste de Cochabamba, la capital del departamento.
Desde Cochabamba, la carretera nacional asfaltada Ruta 4 conduce en dirección oeste a través de Quillacollo y Parotani a Kochi Pampa en la árida región montañosa de la Serranía de Sicasica. Al oeste del pueblo, la vía continúa por Challa Grande hacia Lequepalca y Caracollo, donde se encuentra con la Ruta 1, que cruza el Altiplano de norte a sur y conecta con La Paz, Oruro y Potosí.

## Demografía
La población de la aldea ha disminuido significativamente en la última década: en el censo de 2001 había 135 y en 2012 solo 48 habitantes.